# Erdbeben von Istanbul 1766
Das Erdbeben von Istanbul im Jahr 1766 war ein starkes Erdbeben im östlichen Marmarameer nahe den Prinzeninseln in den frühen Morgenstunden des 22. Mai 1766. Das Erdbeben hatte eine Magnitude von 7,1 MS, und führte zu starken Schäden in der Küstenregion zwischen İzmit und Tekirdağ. In dieser Gegend folgte auf das Erdbeben ein Tsunami mit weiteren Zerstörungen. Das Erdbeben war das letzte schwere Beben in Istanbul und wurde von einem Bruch in der Nordanatolischen Verwerfung verursacht.

## Geologie
Das Marmarameer ist ein Pull-Apart-Becken, das durch Entlastungszonen der Nordanatolischen Verwerfung entstand. Im östlichen Marmarameer teilt sich diese dextrale Blattverschiebung in drei Äste; während sich der sinistrale südliche Zweig über das Festland nach Südwesten in Richtung Ayvacik bewegt, ziehen sich die beiden anderen Hauptäste unter dem Marmarameer hindurch, formen so das Pull-Apart-Becken des Meeres und treffen sich im Nordosten wieder.  Die Zone der Extension erscheint dort, wo die Grenzen der Transformstörung zwischen Anatolischer Platte und Eurasischer Platte nach Norden von der İzmit-Verwerfung zur Ganos-Verwerfung wird. Im Marmarameer gibt es ein kleineres Pull-Apart-Becken (Nord-Marmarameer-Werwerfung), welches die drei submarinen Tekirdağ-, Zentral- und Çınarcık-Becken verbindet mit der Izmit- und der Ganos-Verwerfung. Bei Istanbul wird die nördlicher Seite des Beckens der Nord-Marmarameer-Werwerfung zum nördlichen Zweig der Nordanatolischen Verwerfung und ist ein einzelnes Segment mit einer scharfen Biegung. Nach Westen verläuft die Verwerfung in West-Ost-Richtung und ist eine Blattverschiebung. Nach Osten verläuft die Verwerfung in Nordwest-Südost-Richtung und ist eine Transtension.
Im Jahr 1766 riss die Verwerfung entweder unter den Prinzeninseln oder wahrscheinlicher unter dem Çınarcık-Becken, da ein zentraler Bruch wohl nicht einen so großen Tsunami verursacht hätte, der Istanbul und die Bucht von Izmit traf. Das Ereignis im Jahr 1766 war das letzte, das durch einen Bruch der Nordatlantischen Verwerfung in der Marmararegion verursacht wurde. Aufeinanderfolgende Großereignisse, die in Istanbul erhebliche Schäden verursachten, wie das Erdbeben von Istanbul am 10. Juli 1894 (mit Epizentrum im Golf von Izmit) und das Mürefte-Erdbeben vom 9. August 1912 (mit Epizentrum nordwestlich der Marmara-Insel) müssen als isolierte Ereignisse betrachtet werden, die durch den ungleichmäßigen Spannungsabbau während der Erdbebensequenz des 18. Jahrhunderts verursacht wurden, zu der das Beben von 1766 gehört.

## Verlauf
Das Beben begann etwa eine halbe Stunde nach Sonnenaufgang um 5:10 Uhr am 22. Mai 1766, dem dritten Tag des Islamischen Opferfestes. Die ersten Erschütterungen wurden begleitet von einem lauten Grollen und dauerten zwei Minuten.  Es folgten weniger intensive Erschütterungen von vier Minuten Dauer und Nachbeben von rund acht Minuten. In den folgenden Wochen gab es mehrere Nachbeben. Die Dauer der gesamten Sequenz betrug ein Jahr. Mathematische Modelle dieses Ereignisses stimmen mit einem Verwerfungsbruch überein, dessen Länge zwischen 70 und 120 km liegt.
Das Beben spürte man laut Berichten bis Aydin, Thessaloniki, am Berg Athos, in Aytos in Ostbulgarien und an der Küste des Schwarzen Meeres. Dieses Erdbeben wurde mit dem katastrophalen Erdbeben in Lissabon verglichen, das elf Jahre zuvor stattfand.

## Schäden
Die Zone mit schweren Schäden (auf der Mercalliskala mehr als VII) reichte von Bursa bis Küçükçekmece, aber Schäden entstanden von Tekirdağ und Gelibolu im Westen über Izmit im Osten bis Edirne im Norden. Auch die Ortschaften um Mudanya erlitten Schäden, die Häfen der Region wurden durch den Tsunami unbenutzbar, während Galata und Büyükçekmece schwer beschädigt wurden. In Istanbul wurde die Intensität des Erdbebens zwischen Grad VII und VIII bis IX geschätzt. Viele Wohnhäuser und öffentliche Gebäude stürzten ein. Darüber hinaus wurde ein Teil des unterirdischen Wasserverteilungssystems zerstört; der Ayvat-Damm in Kağıthane wurde beschädigt und in Istanbul stürzte das Gewölbe einer unterirdischen Zisterne ein.
In Istanbul wurden die meisten Moscheen und Kirchen beschädigt, ebenso wie der Topkapı-Palast. Der osmanische Sultan musste bis zur Wiederherstellung seiner Räume in Provisorien leben. Die Bevölkerung konnte nicht in ihre Häuser zurück und übernachtete in Zelten in Parks und auf offenen Flächen. Unter den Sultansmoscheen wurde die Kuppel der Beyazit-Moschee beschädigt, während das Minarett und die Hauptkuppel der Mihrimah-Sultan-Moschee einstürzte. Die Süleymaniye-Moschee wurde ebenso beschädigt. Bei der Fatih-Moschee stürzten Minarette ein, außerdem die Haupt- und einige Nebenkuppeln und 100 Studenten der Koranschule starben. Auch die Kariye-Moschee wurde stark beschädigt. Nur die Hagia Sophia blieb nahezu unbeschädigt.  Die Festung Yedikule, die Stadttore Eğrikapı und Edirnekapı und die Stadtmauern wurden ebenfalls beschädigt, außerdem der Kapalı Çarşı. In Çatalca und den umgebenden Orten stürzten alle Gebäude ein. Den höchsten Tsunami gab es am Ufer des Bosporus.
Im August desselben Jahres traf ein Erdbeben mit der Magnitude 7,4 MS die Dardanellen-Region. Die Schäden in Istanbul waren nur gering.

## Opferzahlen
Die Zahl der Toten wird auf ca. 4.000 geschätzt, von denen 880 in Istanbul starben.